# بوسمال سیتی سنتر
بوسمال سیتی سنتر (به لاتین: Bosmal City Center) یک ساختمان در بوسنی و هرزگوین است که در سارایوو واقع شده‌است.